# Lijst van rijksmonumenten in Engwierum
De plaats Engwierum (Ingwierrum) telt 7 inschrijvingen in het rijksmonumentenregister. Hieronder een overzicht.
| Object                                             | Oorspronkelijke functie? | Bouwjaar                                                                                 | Architect                                  | Locatie                 | Coördinaten?                 | Nr.?  | Afbeelding        |
| -------------------------------------------------- | ------------------------ | ---------------------------------------------------------------------------------------- | ------------------------------------------ | ----------------------- | ---------------------------- | ----- | ----------------- |
| Gedenkteken voor het sluiten van de Lauwerszeedijk | Gedenkteken              | 1729                                                                                     | C.B. Balk                                  | t.h.v. Sylsterwei 26    | 53° 19' 4" NB, 6° 9' 31" OL  | 23753 | Meer afbeeldingen |
| De Dobbe                                           | Woonhuis                 | 1744 verm. 19e eeuw (uitbr.)                                                             |                                            | De Dobbe 2              | 53° 19' 10" NB, 6° 8' 11" OL | 31572 | Meer afbeeldingen |
| Hervormde kerk van Engwierum                       | Kerk en kerkonderdeel    | mog. 13e eeuw mog. 14e eeuw (verhoging toren) 1746 (kerk, verb. toren) 1822 (verb. kerk) |                                            | Tsjerkepaed 1           | 53° 19' 13" NB, 6° 8' 9" OL  | 31573 | Meer afbeeldingen |
| Sluis Dokkumer Nieuwe Zijlen                       | Waterkering en -doorlaat | 1726-'29 1834 (herst.)                                                                   | H. Mellema uitv. door W. Loré en C.B. Balk | t.o. Sylsterwei 26      | 53° 19' 6" NB, 6° 9' 29" OL  | 31574 | Meer afbeeldingen |
| Verhoogde woonplaats ('t Heegh, Doniastate)        | Archeologisch monument   | 12e eeuw of later                                                                        |                                            | t.h.v. Fjellingsreed 10 | 53° 19' 33" NB, 6° 7' 55" OL | 45912 | Upload foto       |
| Op een rij gelegen verhoogde woonplaatsen          | Archeologisch monument   | 12e-13e eeuw                                                                             |                                            | De Kampen?              | 53° 19' 8" NB, 6° 8' 13" OL  | 45913 | Upload foto       |
| Verhoogde woonplaats of stinsterrein               | Archeologisch monument   | 12e eeuw of later                                                                        |                                            | Fjellingsreed 8         | 53° 19' 48" NB, 6° 7' 33" OL | 45924 | Upload foto       |